# Cauley Family
Die Cauley Family war eine US-amerikanische Stringband.

## Geschichte

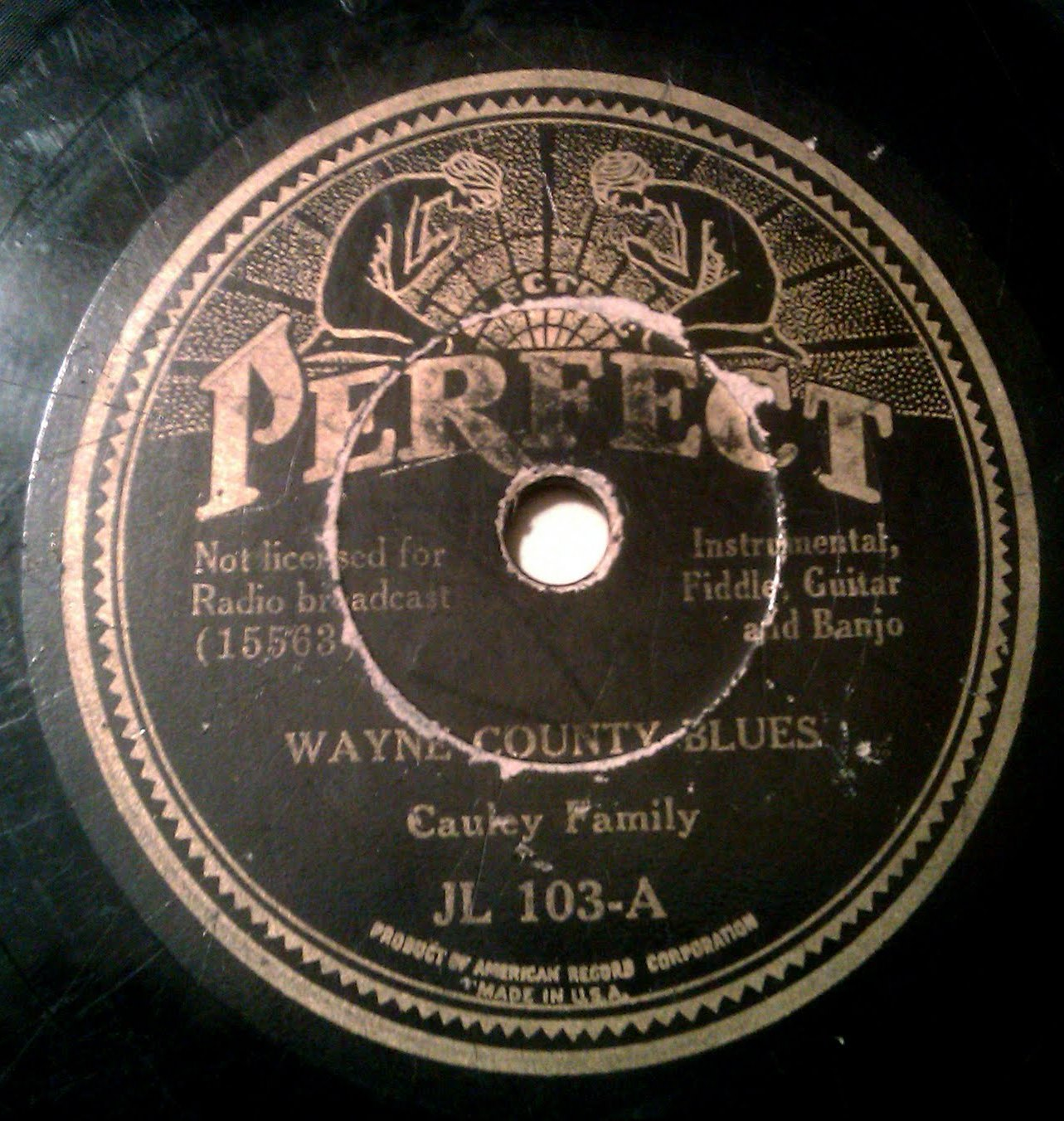
Wayne County Blues, ca. 1934

Laut Tony Russell und Paul Oliver kam die Cauley Family aus Florida. 1934 veranstaltete James Baxter Long, Leiter einer Filiale der United Dollar Stores, einen Talentwettbewerb in Kinston, North Carolina, um einen passenden Interpreten für seine Komposition Lumberton Wreck zu finden. Das Stück handelte von einem Zugunglück nahe Lumberton, bei dem einige Tabakfarmer ums Leben kamen. Die Cauley Family gewann diesen Wettbewerb und erhielt die Chance, Sessions für die American Record Corporation (ARC) abzuhalten. Am 7. August 1934 begann Roland Cauley in New York City zusammen mit seinem Nachbarn Lake Howard Stücke einzuspielen, die jedoch nicht veröffentlicht wurden.
Noch am selben Tag begann die Cauley Family als Gruppe Aufnahmen zu machen, darunter die bekannte Fiddle-Melodie I Don’t Love Nobody, die von ARC unter dem Namen Duplin County Blues veröffentlicht wurde. Bis zum 9. August folgten weitere Sessions, bei denen eine Reihe von Songs eingespielt wurde. ARC veröffentlichte unter den Namen Cauley Family, Roland Cauley & Lake Howard oder Cauley Family & Howard auf ihren verschiedenen Labels wie Banner Records, Perfect Records, Oriole Records und weiteren.
Die Cauley Family spielte danach nie wieder Platten ein.

## Diskografie
| Jahr                  | Titel | #      | Anmerkungen      |
| --------------------- | --- | ------ | ---------------- |
| Veröffentlichte Titel | |        |                  |
| Banner Records        | |        |                  |
|                       | Lumberton Wreck / New River Train | 33146  |                  |
|                       | Duplin County Blues / Seaboard Waltz | 33147  |                  |
| Perfect Records       | |        |                  |
|                       | Grey Eagle / Medley – Darling Nelly Gray and Little Brown Jug | JL 100 |                  |
|                       | | JL 102 |                  |
|                       | Wayne County Blues / Medley – Mississippi Sawyer and Soldier’s Joy | JL 103 |                  |
| Sonstige Aufnahmen    | |        |                  |
| 1934                  | - Snap Bean Blues - Leaving the Farm - Lenoir County Blues - East Carolina Waltz - Little Old Log Cabin in the Lane - Troublesome Blues - Nora Darling - Ida Red - I Shall Not Be Moved - He Loves Me So | ARC    | unveröffentlicht |